# شهرداری دوپلک
شهرداری دوپلک (به لاتین: Municipality of Duplek) یک منطقهٔ مسکونی در اسلوونی است که در اسلوونی واقع شده‌است. شهرداری دوپلک ۴۰٫۰ کیلومتر مربع مساحت و ۵٬۹۳۸ نفر جمعیت دارد.